# Nowonataliwka
Nowonataliwka (ukr. Новонаталівка) – wieś na Ukrainie, w obwodzie chersońskim, w rejonie kachowskim, w hromadzie Chrestiwka. W 2001 liczyła 1250 mieszkańców, spośród których 1040 wskazało jako ojczysty język ukraiński, 61 rosyjski, 1 mołdawski, 1 węgierski, 3 bułgarski, a 144 inny.